# Юрьевская (Федорогорское сельское поселение)
Юрьевская — деревня в Шенкурском районе Архангельской области. Входит в состав муниципального образования «Федорогорское».

## География
Деревня расположена в южной части Архангельской области, в таёжной зоне, в пределах северной части Русской равнины, в 11,5 километрах на юг от города Шенкурска, на правом берегу реки Шеньга, притока Ваги. Ближайшие населённые пункты: на западе, на противоположном берегу реки, деревня Артюгинская.
Часовой пояс
Юрьевская, как и вся Архангельская область, находится в часовой зоне МСК (московское время). Смещение применяемого времени относительно UTC составляет +3:00.

## Население
| 2002 | 2010 | 2012 |
| ---- | ---- | ---- |
| 3    | ↗4   | ↘2   |

## История
Указана в «Списке населенных мест Архангельской губернии к 1905 году» как деревня Юрьевская (Волчиха). Насчитывала 13 дворов, 45 мужчин и 38 женщин. В административном отношении деревня входила в состав Груздовского сельского общества Великониколаевской волости Шенкурского уезда Архангельской губернии.
На 1 мая 1922 года в поселении 21 дворов, 39 мужчин и 48 женщины.